# Dag Ribbing
Dag Ribbing, född 10 april 1898 i Örebro, död 3 mars 1980 i Stockholm, var en svensk arkitekt.

## Liv och verk
Dag Ribbing var son till läkaren Gustaf Seved Lindorm Ribbing i släkten Ribbing och Elsa Nordling. Efter studentexamen i Halmstad 1917 tog han examen vid Kungliga Tekniska högskolan 1921, varefter han studerade vid Konstakadedemien 1924–26. Han var anställd vid Cabinet d'Architecture Malgras-Delmas, Saint-Quentin, samt vid arkitektfirman Bissuel-Joulie, Valence, åren 1922-1923 samt hos arkitekt Eskil Sundahl i Stockholm 1924-1925. 
Ribbing var verksam vid Kooperativa Förbundets arkitektkontor från 1926 och hade också egen arkitektfirma. Han ritade ett stort antal villor och flerbostadshus, men också offentliga byggnader. För Kooperativa Förbundet ritade han Domushusen i Umeå, Luleå, Ludvika, Hedemora och Örnsköldsvik. Han var som många inspirerad av funktionalismen och ritade villor runt om i landet. 
Efter att Kooperativa Förbundet 1926 förvärvat Svenska Gummifabriks AB i Gislaved ritade Ribbing en rad byggnader på denna ort, däribland en fabriksbyggnad för gummifabriken (1933) och det då av KF ägda och för sin tid mycket moderna Hotell Nissastigen (1946), där det officiella firandet av invigningen av Gislaveds köping kom att hållas på nyårsafton 1948.
Ett mycket fint exempel i gult tegel från 1939 är en villa på Frösön utanför Östersund. Ett av Huddinge kommuns främsta funktionalistiska skapelser är Fullersta bio i Fullersta som Ribbing ritade 1932. Byggnaden innehöll ursprungligen en konsumbutik och en biograf. På 1950- och 1960-talen uppfördes KF:s undervisnings- och konferensanläggning (Vår Gårds konferensanläggning) på Vår Gård i Saltsjöbaden, där Ribbing stod för de gedigna tegelhusen. Solna kyrkvägs radhusområde uppfördes under 1940-talet i Solna kyrkby och räknas idag till en av Solnas större arkitektoniska tillgångar. Ribbing ritade också höghuset Nyponet, som stod färdigt 1958.
Dag Ribbing var gift med arkitekten Brita Snellman, och de arbetade även tillsammans. Från 1943 var han med i Riddarhusdirektionen.

## Verk i urval

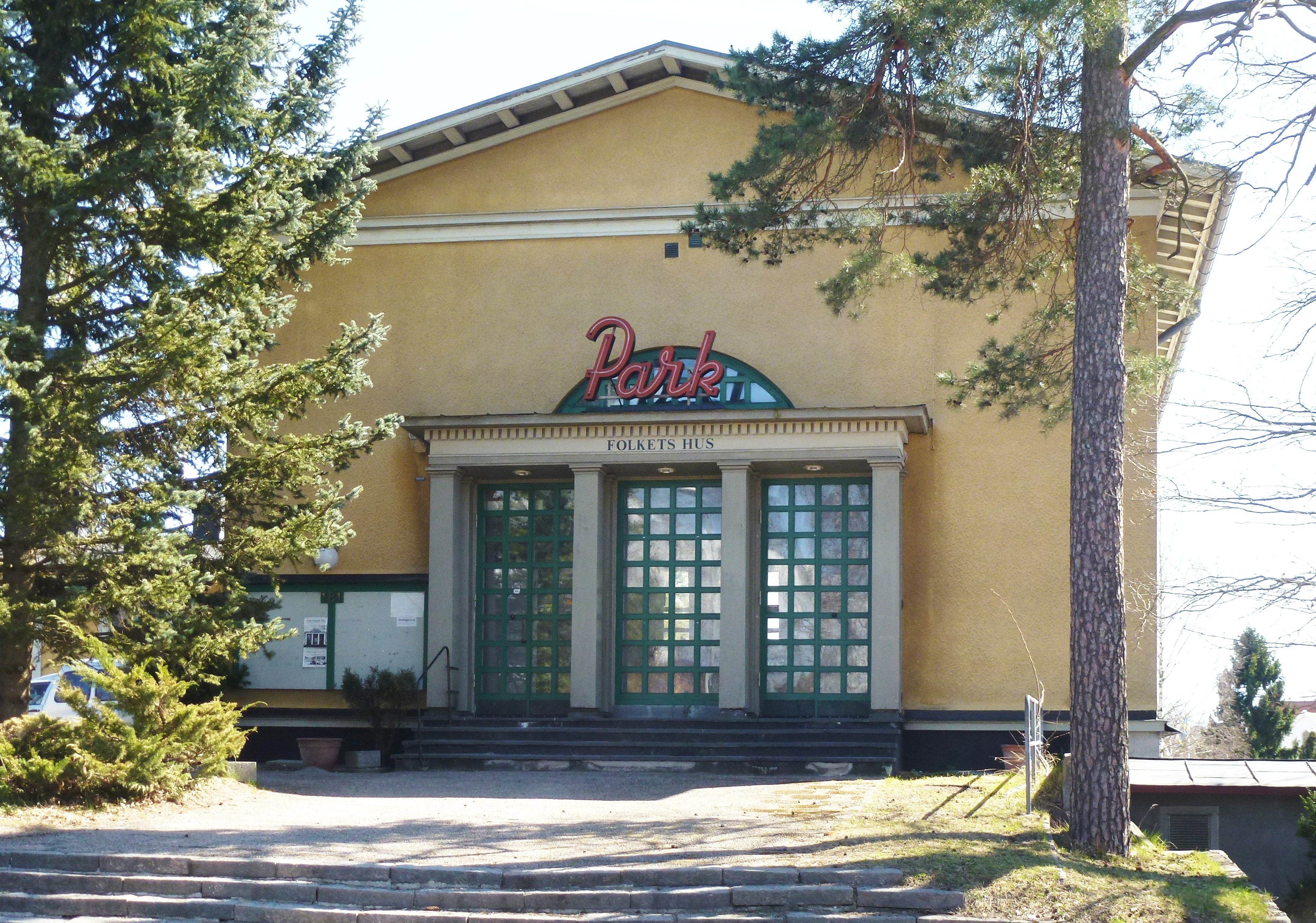
Park-Bio, Örby slott, Stockholms kommun (invigd 1928)
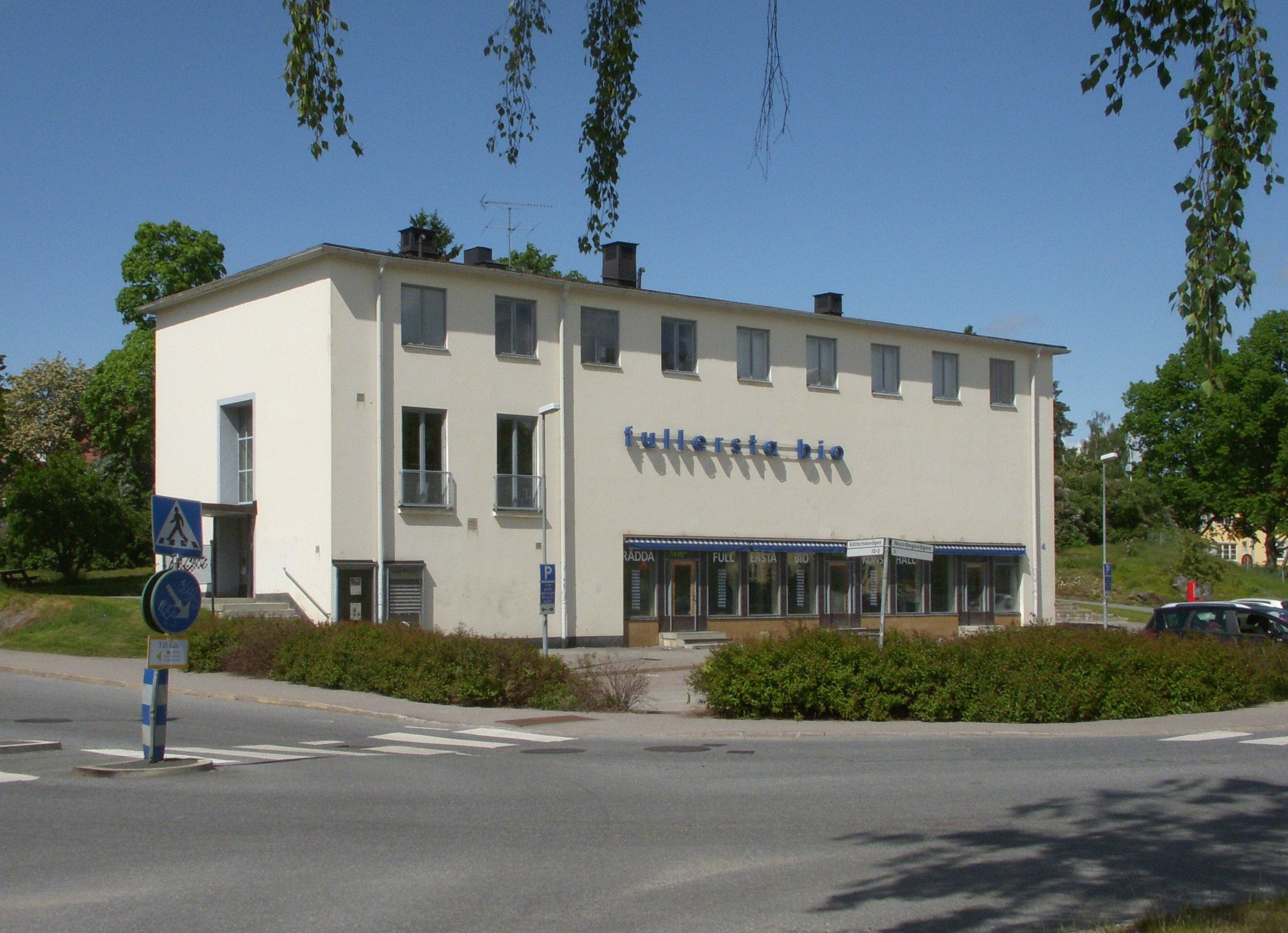
Fullersta bio, Huddinge kommun (invigd 1932)
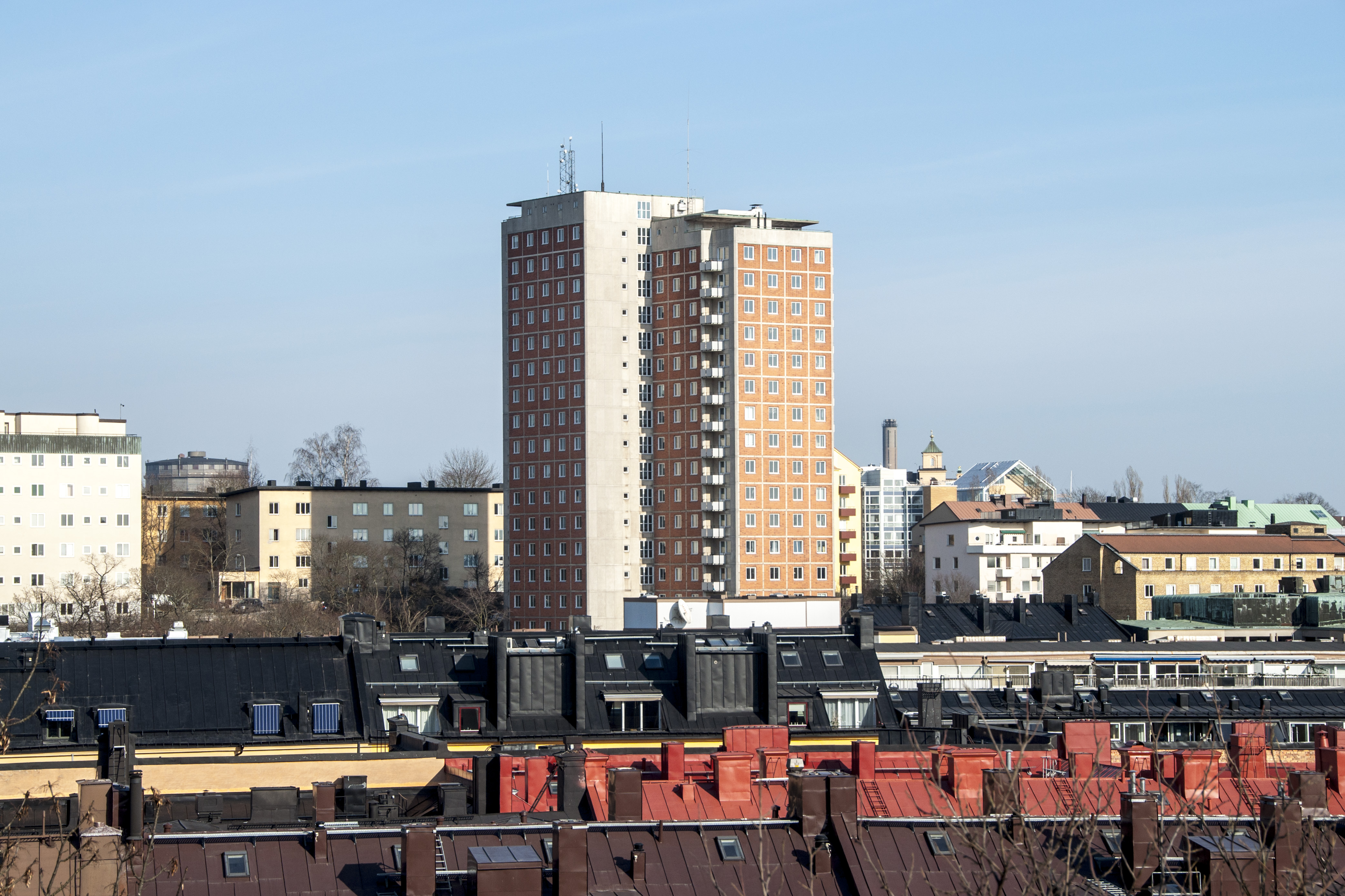
Kvarteret Nyponet, (invigd 1958)
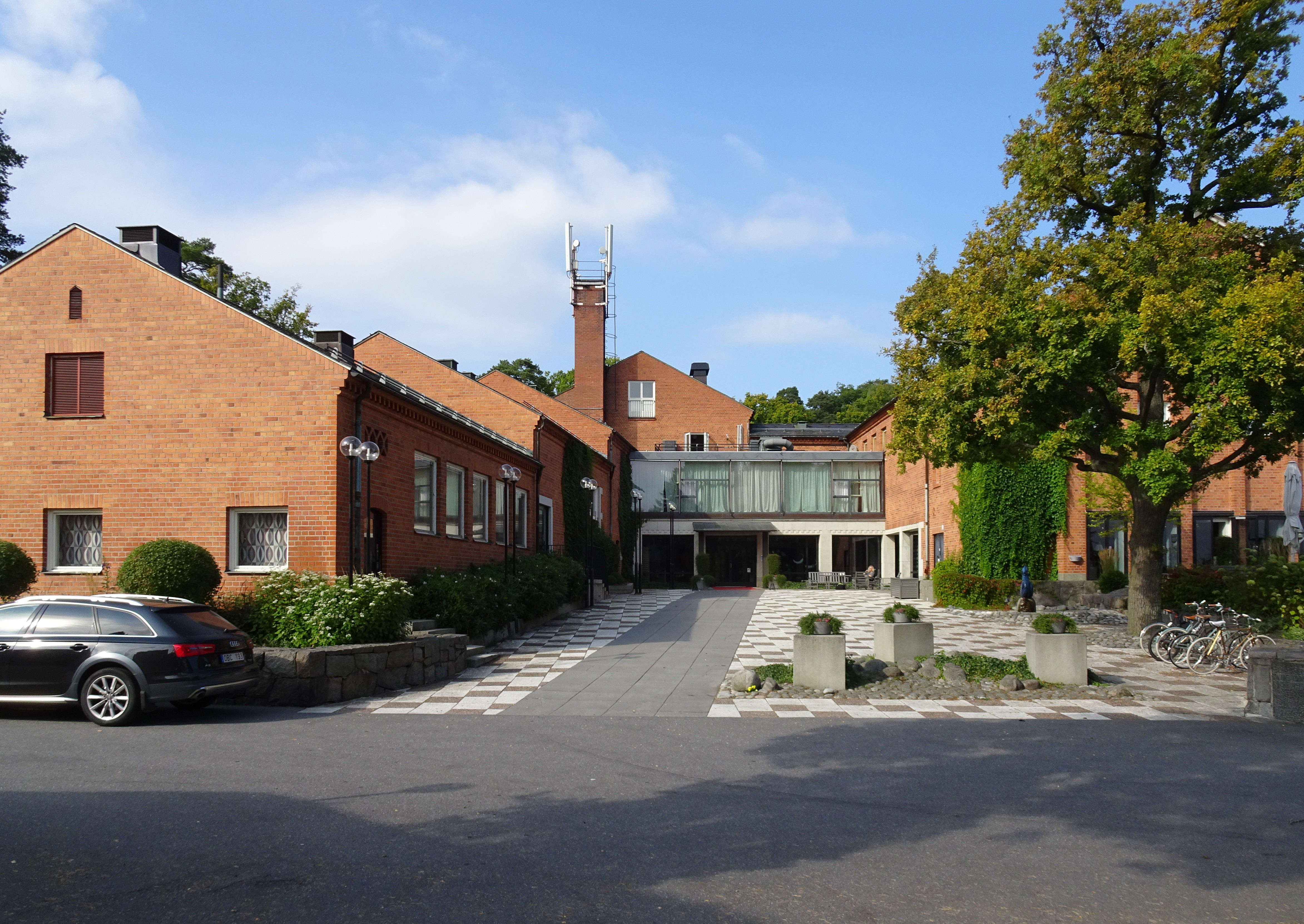
Vår Gårds konferensanläggning (invigd 1959)
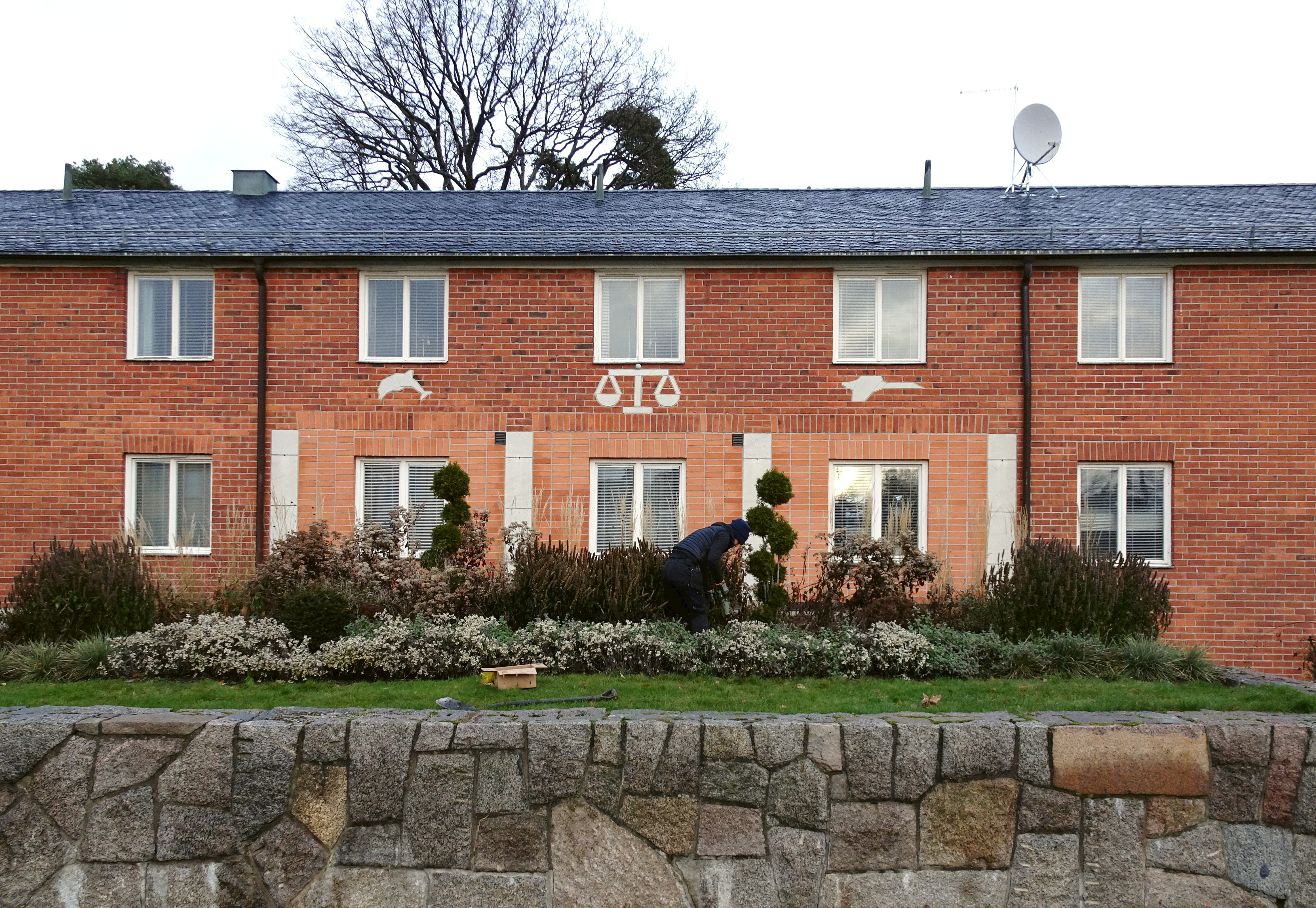
Vår Gårds hotell ”Delfinen”, ”Vågen” och ”Svanen” (invigd 1967)